# Вонг, Фанн
Фанн Вонг (кит. 范雯芳), урождённая — Фанн Вун Фонг (кит. 範煥芳; 27 января 1971, Сингапур) — сингапурская актриса, певица и фотомодель.

## Биография
Фанн Вун Фонг (настоящее имя Вонг) родилась 27 января 1971 года в Сингапуре. У Фанн есть старшая сестра, младший брат и ещё одна сестра. Вонг обучалась в «Temasek Secondary School», где она сдала экзамены Singapore-Cambridge GCE Ordinary Level в 1987 году.

## Карьера
Фанн начала свою карьеру в конце 1970-х годов в качестве актрисы детских телешоу. В 1987 году Вонг победила на конкурсе красоты, организованного сингапурским модным журналом «Her World».
В настоящее время Фанн наиболее известна как актриса и она снялась более чем в 50-ти фильмах и телесериалах.

## Личная жизнь
С 16 мая 2009 года Фанн замужем за актёром Кристофером Ли, с которым она встречалась 7 лет до их свадьбы. У супругов есть сын — Зед Ли (род.09.08.2014).